# Prentiss (Mississippi)
Pour les articles homonymes, voir Prentiss.
La ville de Prentiss est le siège du comté de Jefferson Davis, situé dans l'État du Mississippi, aux États-Unis.